# 李延龄 (作家)
李延龄（1940年5月—）是黑龙江北安出身的俄罗斯侨民文学学者，翻译家，诗人。现任齐齐哈尔大学俄罗斯语言文学系教授，俄罗斯联邦作家协会会员，阿穆尔州作家协会副主席，俄罗斯科学院外籍院士。

## 生平
1940年5月出生在日伪统治时期的北安县。1945年8月，一队苏联红军经过家附近的操场，一位军官送给了他一本俄语小书。他当时年龄太小，还不懂俄语，后来才知道是《普希金诗集》。也就是这个时候，他与俄罗斯文化结下了不解之缘。抗日战争结束后在北安县第一完全小学（现兆麟小学）读书，15岁在北安中学（现北安第一中学校）读完初中。1958年以优异的成绩考入哈尔滨外国语学院俄语系。当时赵洵任副校长，他还经历了学校从搬到呼兰又搬回哈尔滨的全过程。
1962年毕业，自1967年起至今一直致力于中国俄罗斯侨民文学遗产的收集整理研究工作。自80年代末，他开始陆续在俄罗斯一些杂志和报纸上发表诗歌，1992年被纳入诗集《朋友的声音》。1994年在阿穆尔州出版第一本独立俄语诗集《我爱俄罗斯》，1996年出版第二本诗集《黑龙江畔之歌》，1998年出版第三本《心与心的交流》。他的诗歌还被收录在阿穆尔州诗人诗集《我的城市》中。1997年，他入选俄罗斯阿穆尔州作家协会会员。1997年1月17日被推荐为俄罗斯联邦作家协会会员，并于1997年4月14日成为正式会员。。2002当选为阿穆尔州作家协会副主席。
2004年10月15日，正在中国进行国事访问的俄罗斯总统普京在钓鱼台国宾馆为李延龄教授举行“友谊勋章”授勋仪式，以表彰他为中俄文化交流和增进两国人民的友谊做出的杰出贡献。
2002年出版中文版5卷本《中国俄罗斯侨民文学丛书》，后来获第十四届中国图书奖。丛书共含三卷五册，诗歌卷三册（《松花江畔紫丁香》、《松花江晨曲》、《哈尔滨，我的摇篮》）；小说卷一册（《兴安岭奏鸣曲》）；回忆录卷一册（《中国，我爱你》）。2005年，中国青年出版社出版《中国俄罗斯侨民文学丛书》俄文版10卷本。9月，李延龄在莫斯科出席丛书出版发布会，正在国外访问的普京为他留下了一封亲笔信。
2011年12月22日当选俄罗斯科学院外籍院士。他也成为建国以来高校普通教师中唯一一个俄罗斯科学院院士，也是俄语语言文学方面唯一一个俄罗斯科学院院士。

## 荣誉
- 沃罗涅日工程大学名誉博士（1994年）[4]
- 俄罗斯联邦友谊勋章（2004年）
- 俄罗斯科学院荣誉博士（2007年）[5]

## 主要作品
在俄罗斯出版的俄语诗集
- 《Я люблю Россию》（《我爱俄罗斯》）
- 《Песня о берегах Амура》（《黑龙江畔之歌》）
- 《Сердце к сердцу》（《心与心的交流》）
- 《Ли Янлен. Избранные стихи》（《李延龄诗选》）

书籍与丛书
- 李延龄（主编）. . 北方文艺出版社. 2002年10月. ISBN 9787531715528.
- 科热夫尼科夫（著）. . 由李延龄翻译. 湖南人民出版社. 1987年. ISBN 9787217001754.

期刊文章
- 李延龄. . 俄罗斯文艺. 2016年, (1): 103–107. ISSN 1005-7684.
- 李延龄. . 俄罗斯文艺. 2014年, (4): 95–99. ISSN 1005-7684.
- 李延龄. . 俄罗斯文艺. 2012年, (1): 4–7. ISSN 1005-7684.
- 李延龄. . 齐齐哈尔大学学报（哲学社会科学版）. 2012年, (4): 70. doi:10.3969/j.issn.1008-2638.2012.04.023.
- 李延龄. . 俄罗斯文艺. 2011年, (3): 74–79. ISSN 1005-7684.
- 李延龄; 高妍. . 俄罗斯文艺. 2010年, (2): 58–61. ISSN 1005-7684.